# Итомбве (горы)
Горы Итомбве (или массив Итомбве, плато) — это горная система в провинции Южное Киву, Демократической Республики Конго. Они тянутся вдоль западного берега северной части озера Танганьика.
Они покрыты обширными горными лесами и являются домом для множества диких животных.

## География
Горы Итомбве — часть системы рифтовых Альбертинских гор, которые находятся на границе западной ветви Восточно-Африканского рифта. Они простираются от гор Рувензори на севере до нагорья Марунгу на юге.
Эти горы состоят из древних пород докембрийского периода, на которые местами накладываются более молодые вулканические образования. Оба этих явления связаны с тектоническими процессами, которые привели к образованию Великой рифтовой долины и отделению восточной части Африки от континента.
Самая высокая вершина хребта Итомбве — гора Мохи, её высота составляет 3475 метров. Несколько других вершин также превышают 3000 метров.
С восточной стороны горы резко обрываются к равнине Рузизи, которая граничит с озером Танганьика. Они образуют плато, которое постепенно спускается к западу. Река Элила берёт начало в лесистой местности, за исключением крутых склонов, где возвышаются скалистые утёсы.
Температура колеблется от 10 °C до 21 °C, среднегодовая температура составляет около 16 °C. Ночью иногда бывают заморозки. Среднегодовое количество осадков составляет около 1700 мм. В период с июня по август стоит относительно прохладная и сухая погода с небольшим количеством осадков.

## Флора
Лес Итомбве, расположенный в южной части Восточно-Африканской рифтовой долины, представляет собой обширную территорию, которая до недавнего времени оставалась малоизученной ботаниками.
Горные леса занимают площадь около 650 тысяч гектаров (1600 квадратных километров) и находятся на высоте более 1500 метров. Это самый большой массив горных лесов в регионе.
На восточных склонах леса встречаются фрагментарно. На западных склонах можно увидеть разнообразие бамбуковых, горных и луговых лесов. Также здесь встречаются горные леса с деревьями высотой до 25 метров, которые переходят в низинные леса.

## Людское население
В северных районах Итомбве проживают представители различных этнических групп, таких как баньямуленге, бафулиру, бабембе, баньинду и баши. В 1998 году плотность населения в этих местах составляла более 100 человек на квадратный километр.
Народ бавира проживает на равнине Рузизи и на побережье озера Танганьика.
Из-за конфликта, вызванного Второй конголезской войной (1998–2003 гг.), и последующей нестабильности в регион прибыло большое количество перемещённых лиц. Регион стал ареной противостояния между различными вооружёнными группировками, что привело к серьёзным гуманитарным и экологическим проблемам.
Неправительственные организации пытаются помочь местным сообществам восстановиться и развивать устойчивое сельское хозяйство и методы, сохраняя при этом лесные ресурсы.
Главный горнодобывающий центр Камитуга расположен недалеко от северо-западной границы горного леса.

## Животный мир
В горных районах обитают восточные равнинные гориллы, находящиеся под угрозой исчезновения, а также шимпанзе и африканские слоны, живущие в саваннах.
В 1908 году Рудольф Грауэр провёл в горах три месяца, за которые ему удалось собрать двенадцать горилл для Венского музея. По данным исследования, проведённого в 1996 году, в этой местности обитало не менее 860 горилл.
Популяция горилл Грейера в горах Итомбве и в регионе к северу и западу от них — одна из трёх популяций горилл в Восточной Африке, наряду с популяциями Бвинди и Вирунга.
В ходе исследования было зарегистрировано 56 видов млекопитающих. Вид землероек, который был обнаружен только один раз, вероятно, является самым древним из всех видов землероек в Африке.
Горы Итомбве — это наиболее важная часть Альбертского нагорья для сохранения птиц, поскольку здесь обитают 32 из 37 видов птиц, эндемичных для нагорья. Это место является самым важным в регионе для горных лесных птиц, где было обнаружено 565 видов. Из них 31 вид является эндемиком Альбертского разлома, а три вида были обнаружены только здесь.

## Проблемы с сохранением
Этот горный массив до сих пор не имеет статуса охраняемой территории, хотя были предложения сделать заповедными все горные леса и два участка равнинных лесов, расположенных к югу от верховьев реки Элила.
По состоянию на 2010 год доступ туристов в горы был ограничен. В некоторых районах численность населения невелика, и окружающая среда относительно нетронута. Однако население, живущее рядом с лесом, растёт, леса вокруг деревень вырубаются для нужд сельского хозяйства и заготовки дров, а луга на возвышенностях используются для выпаса скота. Добыча полезных ископаемых и охота — другие причины, которые негативно влияют на окружающую среду.
Возможно, главная причина беспокойства защитников природы заключается в том, что леса, которые являются самыми большими и наименее фрагментированными в регионе, могут быть вырублены.
Горы Итомбве получили высокий приоритет в области охраны природы на конференции Всемирного фонда дикой природы (WWF), которая состоялась в Либревиле, в Габоне, в 2000 году. Это связано с тем, что они являются важным регионом с точки зрения биоразнообразия птиц, млекопитающих и рептилий. Сначала предполагалось, что они будут включены в программу охраны природы Альбертинского разлома. К 2006 году было принято решение включить их в программу, разработанную специально для Демократической Республики Конго.
В конце 2006 года Конголезский институт охраны природы (ICCN) при поддержке WWF получил от Министерства окружающей среды Демократической Республики Конго декларацию о создании природного заповедника Итомбве. В декларации не были определены полностью охраняемая центральная зона, зоны смешанного использования и зоны застройки, но границы зон были оставлены на усмотрение местных сообществ.